# Tribolonotus schmidti
Tribolonotus schmidti es una especie de escincomorfos de la familia Scincidae.

## Distribución geográfica
Es endémica de la isla de Guadalcanal e islotes próximos (Islas Salomón).